# Singles número um na Radio Songs em 1998
A seguir apresenta-se a lista dos singles que alcançaram o número um da Radio Songs no ano de 1998. A Radio Songs é uma tabela musical publicada semanalmente pela revista musical norte-americana Billboard. Os seus dados são recolhidos pelo serviço de mediação de vendas e audiência de música Nielsen SoundScan, baseando-se em cada airplay semanal que uma determinada canção tem nas principais estações de rádio dos Estados Unidos. Os seus dados eram recolhidos pelo serviço de mediação de vendas e audiência de música Nielsen SoundScan, baseando-se em cada airplay semanal que uma determinada canção tinha em estações de rádio de música pop (contemporary hit radio, adult contemporary, rhythmic contemporary) e géneros modernos de rock dos Estados Unidos. Contudo, esta situação mudou a partir da publicação de 5 de Dezembro deste ano, com a reformulação da Radio Songs. A partir dessa publicação, foram inclusas estações de rádio de hip hop, R&B e música country à base de dados da tabela.

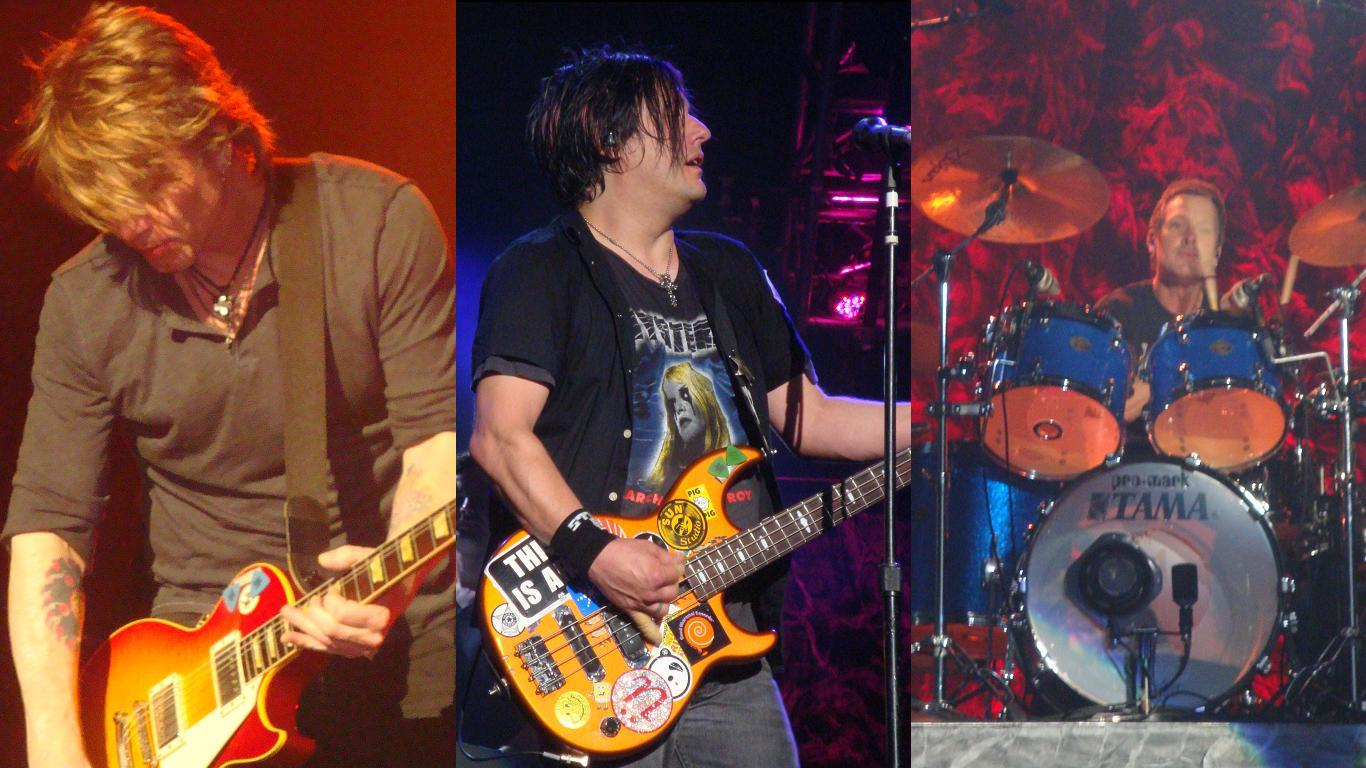
A canção "Iris", da banda Goo Goo Dolls (imagem), foi o maior destaque do ano, uma vez que ocupou a liderança da Radio Songs por dezoito semanas não consecutivas, o que faz dela a música que ocupou por mais tempo a primeira posição na história da tabela. Além disso, "Iris" foi a primeira canção da banda a alcançar a liderança da tabela.

Em 1998, oito singles alcançaram o primeiro posto da Radio Songs. No entanto, a canção "Tubthumping", da banda Chumbawamba, iniciou a sua corrida no topo em 1997 e foi, portanto, excluída. O ano inicou na publicação de 31 de Janeiro, com a canção "My Heart Will Go On", de autoria da cantora franco-canadiana Celine Dion. "My Heart Will Go On" foi originalmente gravada pela artista para a banda sonora do filme Titanic (1997), que por sua vez foi um enorme sucesso nos Estados Unidos, tendo alcançado o primeiro posto da Billboard 200 em simultâneo com a canção. "My Heart Will Go On" liderou a Radio Songs por dez semanas consecutivas, tornando-se na segunda música de Dion que mais tempo permaneceu no topo da tabela, após "Because You Loved Me", que ocupou a primeira posição por treze semanas consecutivas em 1996. "Truly Madly Deeply", o terceiro single do álbum de estúdio de estreia do duo australiano Savage Garden, alcançou a primeira colocação da tabela na emissão de 4 de Abril e permaneceu nela até 9 de Maio, somando cinco semanas consecutivas no topo. Além disso, foi a primeira canção do grupo a atingir o número um da Radio Songs.
No final de 1997, a cantora australiana Natalie Imbruglia gravou e lançou uma versão da canção "Torn", originalmente gravada pela banda Ednaswap em 1995. A canção, que na sua versão original não obteve muita repercussão, tornou-se no maior êxito de Imbruglia nos EUA, tendo alcançado o primeiro posto da Radio Songs e permanecido no posto durante onze semanas consecutivas, tornando-se numa das músicas que por mais tempo ocupou a primeira posição da tabela. "Torn" foi também o primeiro trabalho de Imbruglia a liderar a tabela e o segundo a liderar a tabela neste ano por um artista de nacionalidade australiana. O single "Iris", gravado pela banda Goo Goo Dolls para a banda sonora do filme Cidade dos Anjos (1998), foi o maior sucesso da tabela neste ano, uma vez que liderou a mesma por dezoito semanas não consecutivas (9 semanas + 9 semanas), o maior total de semanas no número um por qualquer música na história da tabela. Além disso, foi a música mais bem-sucedida da tabela em 1998 e a primeira da banda a alcançar o primeiro posto da Radio Songs.
"I Don't Want to Miss a Thing", êxito norte-americano da banda rock Aerosmith, foi a canção que momentaneamente interrompeu a corrida de "Iris" no topo, como ocupou a primeira posição da tabela aquando da sua estreia na publicação de 3 de Outubro. "I Don't Want to Miss a Thing" é a canção que por menos tempo ocupou a liderança da Radio Songs em 1998: apenas uma semana. "Lullaby", o single de estreia de Shawn Mullins, foi a penúltima música a ocupar a primeira posição da tabela neste ano, tendo liderado a tabela nas publicações de 12 e 19 de Dezembro. "Have You Ever?", o terceiro single do segundo álbum de estúdio da cantora Brandy Norwood, foi a última canção a liderar a Radio Songs em 1998, tendo ocupado esta liderança por nove semanas consecutivas, oito das quais foram em 1999.

## Histórico

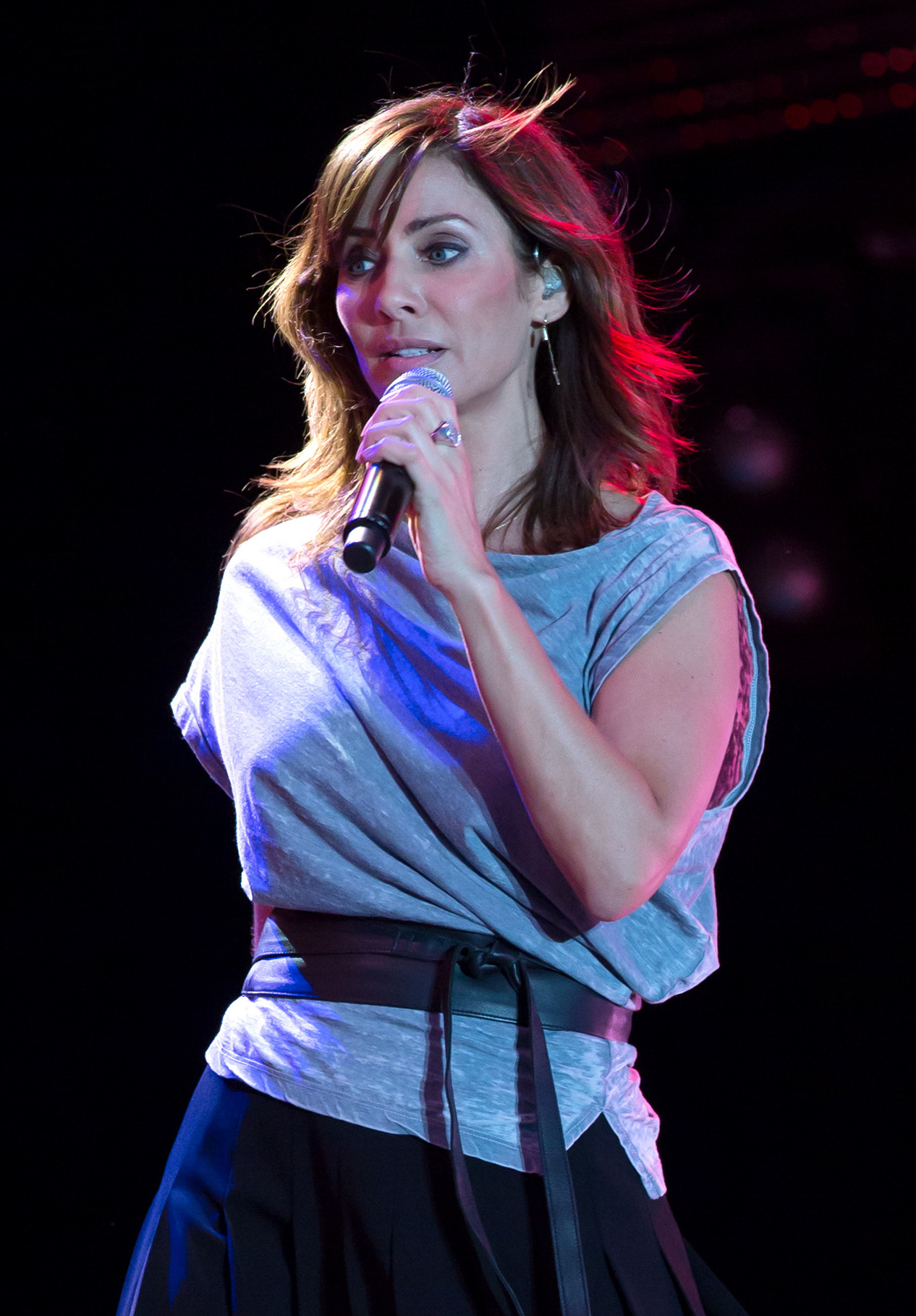
O single "Torn", uma regravação pela cantora Natalie Imbruglia, ocupou o primeiro posto da tabela por onze semanas consecutivas, uma das maiores quantidades de semanas consecutivas no topo na história da Radio Songs.

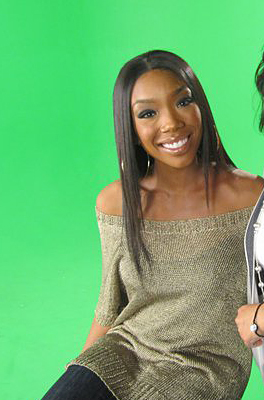
A canção "Have You Ever?", de Brandy, foi a última a ocupar a liderança da tabela neste ano, permanecendo na primeira posição por nove semanas consecutivas, oito das quais foram em 1999.

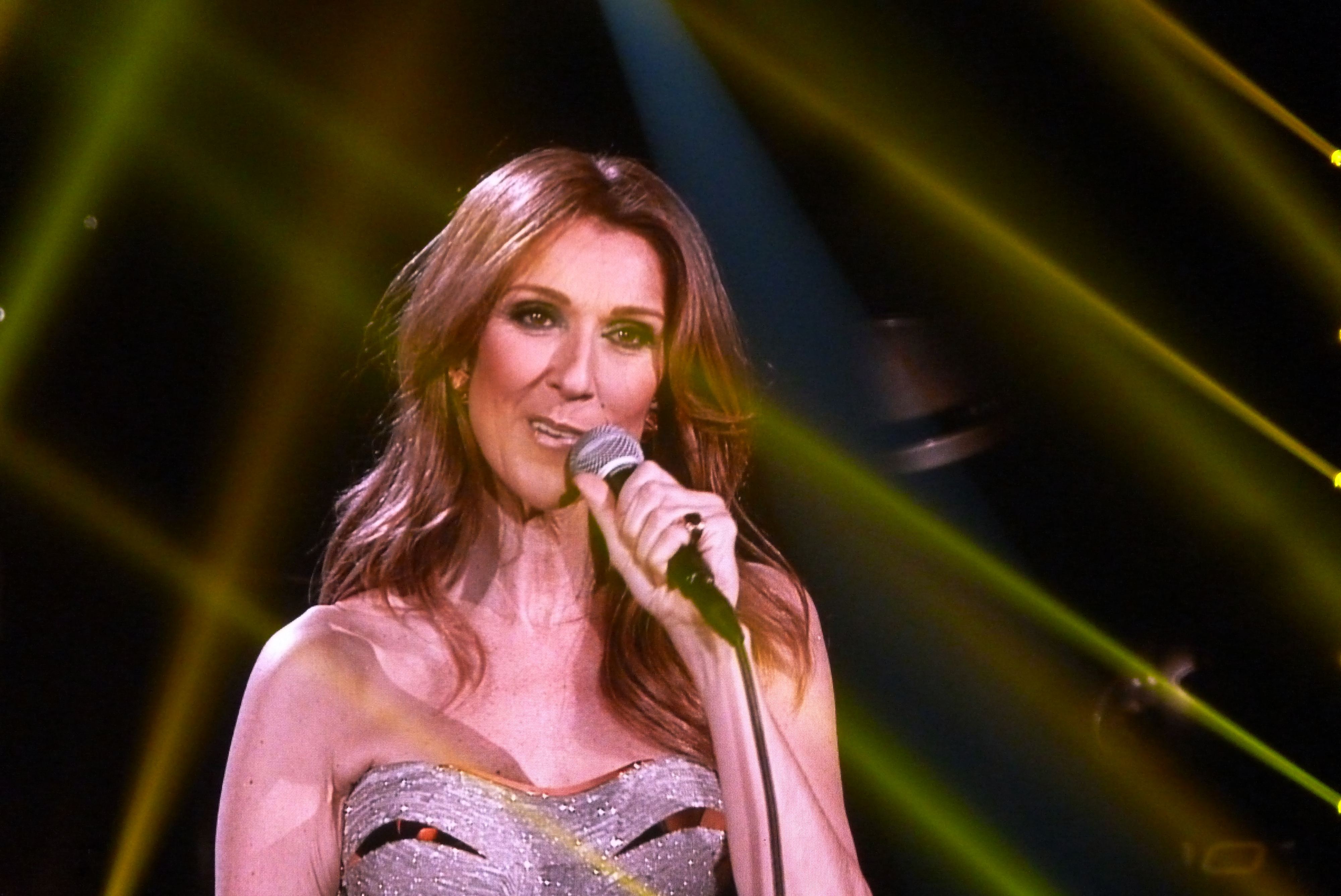
A cantora Celine Dion ocupou a primeira colocação da tabela entre as publicações de 31 de Janeiro a 4 de Abril, em simultâneo com a banda sonora do filme Titanic na Billboard 200.

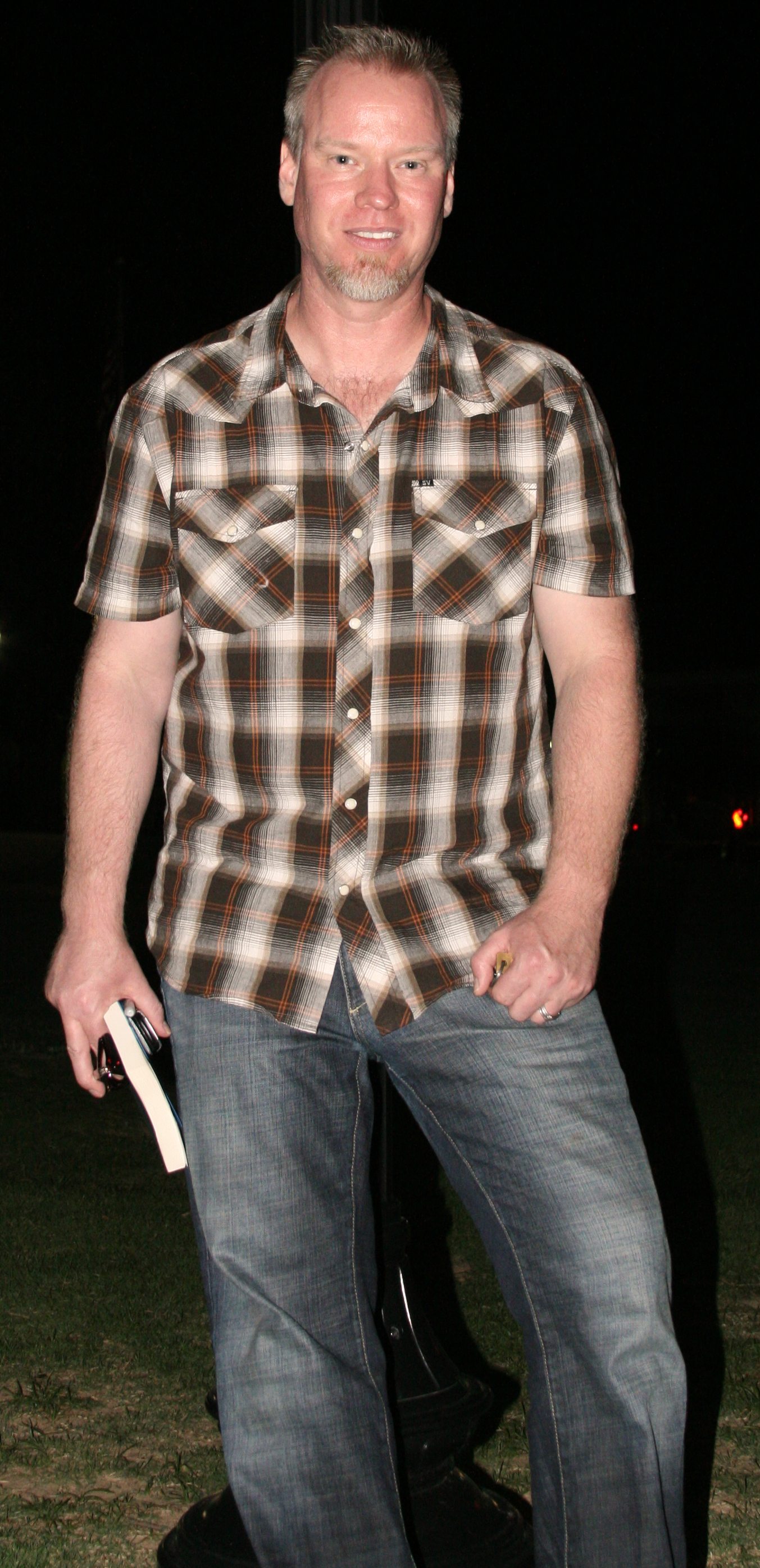
"Lullaby", o single de estreia de Shawn Mullins, foi a penúltima música a ocupar a primeira posição da tabela neste ano.

| Data            | Canção                         | Artista           |
| --------------- | ------------------------------ | ----------------- |
| 3 de Janeiro    | "Tubthumping"                  | Chumbawamba       |
| 10 de Janeiro   | "Tubthumping"                  | Chumbawamba       |
| 17 de Janeiro   | "Tubthumping"                  | Chumbawamba       |
| 24 de Janeiro   | "Tubthumping"                  | Chumbawamba       |
| 31 de Janeiro   | "My Heart Will Go On"          | Céline Dion       |
| 7 de Fevereiro  | "My Heart Will Go On"          | Céline Dion       |
| 14 de Fevereiro | "My Heart Will Go On"          | Céline Dion       |
| 21 de Fevereiro | "My Heart Will Go On"          | Céline Dion       |
| 28 de Fevereiro | "My Heart Will Go On"          | Céline Dion       |
| 7 de Março      | "My Heart Will Go On"          | Céline Dion       |
| 14 de Março     | "My Heart Will Go On"          | Céline Dion       |
| 21 de Março     | "My Heart Will Go On"          | Céline Dion       |
| 28 de Março     | "My Heart Will Go On"          | Céline Dion       |
| 4 de Abril      | "My Heart Will Go On"          | Céline Dion       |
| 11 de Abril     | "Truly Madly Deeply"           | Savage Garden     |
| 18 de Abril     | "Truly Madly Deeply"           | Savage Garden     |
| 25 de Abril     | "Truly Madly Deeply"           | Savage Garden     |
| 2 de Maio       | "Truly Madly Deeply"           | Savage Garden     |
| 9 de Maio       | "Truly Madly Deeply"           | Savage Garden     |
| 16 de Maio      | "Torn"                         | Natalie Imbruglia |
| 23 de Maio      | "Torn"                         | Natalie Imbruglia |
| 30 de Maio      | "Torn"                         | Natalie Imbruglia |
| 6 de Junho      | "Torn"                         | Natalie Imbruglia |
| 13 de Junho     | "Torn"                         | Natalie Imbruglia |
| 20 de Junho     | "Torn"                         | Natalie Imbruglia |
| 27 de Junho     | "Torn"                         | Natalie Imbruglia |
| 4 de Julho      | "Torn"                         | Natalie Imbruglia |
| 11 de Julho     | "Torn"                         | Natalie Imbruglia |
| 18 de Julho     | "Torn"                         | Natalie Imbruglia |
| 25 de Julho     | "Torn"                         | Natalie Imbruglia |
| 1 de Agosto     | "Iris"                         | Goo Goo Dolls     |
| 8 de Agosto     | "Iris"                         | Goo Goo Dolls     |
| 15 de Agosto    | "Iris"                         | Goo Goo Dolls     |
| 22 de Agosto    | "Iris"                         | Goo Goo Dolls     |
| 29 de Agosto    | "Iris"                         | Goo Goo Dolls     |
| 5 de Setembro   | "Iris"                         | Goo Goo Dolls     |
| 12 de Setembro  | "Iris"                         | Goo Goo Dolls     |
| 19 de Setembro  | "Iris"                         | Goo Goo Dolls     |
| 26 de Setembro  | "Iris"                         | Goo Goo Dolls     |
| 3 de Outubro    | "I Don't Want to Miss a Thing" | Aerosmith         |
| 10 de Outubro   | "Iris"                         | Goo Goo Dolls     |
| 17 de Outubro   | "Iris"                         | Goo Goo Dolls     |
| 24 de Outubro   | "Iris"                         | Goo Goo Dolls     |
| 31 de Outubro   | "Iris"                         | Goo Goo Dolls     |
| 7 de Novembro   | "Iris"                         | Goo Goo Dolls     |
| 14 de Novembro  | "Iris"                         | Goo Goo Dolls     |
| 21 de Novembro  | "Iris"                         | Goo Goo Dolls     |
| 28 de Novembro  | "Iris"                         | Goo Goo Dolls     |
| 5 de Dezembro   | "Iris"                         | Goo Goo Dolls     |
| 12 de Dezembro  | "Lullaby"                      | Shawn Mullins     |
| 19 de Dezembro  | "Lullaby"                      | Shawn Mullins     |
| 26 de Dezembro  | "Have You Ever?"               | Brandy            |